# Algorytm Edmondsa-Karpa
Algorytm Edmondsa-Karpa jest jedną z realizacji metody Forda-Fulkersona rozwiązywania problemu maksymalnego przepływu w sieci przepływowej. Jego złożoność czasowa wynosi {\displaystyle O(VE^{2}),} jest zatem wolniejszy od innych znanych algorytmów przepływowych działających w czasie {\displaystyle O(V^{3}),} takich jak algorytm relabel-to-front, czy algorytm trzech Hindusów. W praktyce jednak złożoność pesymistyczna rzadko jest osiągana, co w połączeniu z prostotą czyni algorytm Edmondsa-Karpa bardzo użytecznym, szczególnie dla grafów rzadkich.
Algorytm ten został odkryty przez rosyjskiego naukowca, E.A. Dinica w roku 1970, i niezależnie przez Jacka Edmondsa i Richarda Karpa w roku 1972. Artykuł Dinica zawiera dodatkowe techniki, które obniżają czas działania do {\displaystyle O(V^{2}E)} (algorytm z tą poprawką nazywa się obecnie algorytmem Dynica).

## Algorytm
Idea algorytmu jest identyczna z ideą metody Forda-Fulkersona, z dodatkowym warunkiem: ścieżka powiększająca, którą szukamy w każdym kroku algorytmu, musi być najkrótsza, czyli zawierać minimalną możliwą liczbę (nie wagę!) krawędzi. Taką ścieżkę znajduje się uruchamiając algorytm przeszukiwania grafu wszerz w sieci residualnej.
```
algorytm
 Edmonds-Karp
  
wejście

    c[u,v] 
//pojemności krawędzi

    s,t 
//źródło i ujście

  
wyjście

    f[u,v] 
//maksymalny przepływ

  
// stworzenie sieci residualnej

  
zdefiniuj
 r[u,v] 
jako
 c[u,v] – f[u,v]
  ścieżka := 
true

  
dopóki
 ścieżka 
wykonaj

    
// znalezienie ścieżki z s do t w sieci residualnej

    
p
 := BFS(r[],s,t)
    
jeżeli
 ścieżka nie istnieje
      ścieżka := 
false

    
w przeciwnym wypadku

      
// powiększenie przepływu na ścieżce 
p
 

      a := min {r[u,v] : (u,v) należące do 
p
}
      
dla każdej
 krawędzi (u,v) należącej do 
p

        f[u,v] = f[u,v]+a
        f[v,u] = f[v,u]-a
```

## Poprawność i złożoność
Poprawność algorytmu wynika wprost z twierdzenia Forda-Fulkersona: po zakończeniu działania w grafie nie może być ścieżki powiększającej, przepływ jest więc maksymalny.
Przystępny dowód oszacowania złożoności czasowej można znaleźć w, opiera się on na fakcie, że długość ścieżki powiększającej nie może maleć, a utrzymywać się na tym samym poziomie może przez co najwyżej {\displaystyle O(E)} kroków algorytmu (czyli jest co najwyżej {\displaystyle O(VE)} kroków, jako że długość ścieżki nie przekroczy {\displaystyle V}).

## Przykład
Dana jest następująca sieć przepływowa:
Wierzchołek A jest źródłem, G ujściem. Pary liczb {\displaystyle f/c} na krawędziach oznaczają odpowiednio bieżący przepływ i maksymalną pojemność krawędzi. Pojemność residualna krawędzi z {\displaystyle u} do {\displaystyle v} to {\displaystyle r[u,v]=c[u,v]-f[u,v],} pojemność maksymalna zmniejszona o aktualny przepływ. Należy zwrócić uwagę na to, że f[u,v] może być ujemne, co powiększa pojemność krawędzi.
| Opis | Znaleziona ścieżka            |
| Opis | Sieć po powiększeniu          |
| --- | ----------------------------- |
| Najkrótsza powiększająca ścieżka ma długość 3 i składa się z krawędzi AD (pojemność residualna 3-0 = 3), DE (2-0 = 2), i EG (1-0 = 1). Minimalna pojemność residualna to 1, powiększamy zatem przepływ na tej ścieżce o 1. | {\displaystyle A,D,E,G}       |
| Najkrótsza powiększająca ścieżka ma długość 3 i składa się z krawędzi AD (pojemność residualna 3-0 = 3), DE (2-0 = 2), i EG (1-0 = 1). Minimalna pojemność residualna to 1, powiększamy zatem przepływ na tej ścieżce o 1. |                               |
| Najkrótsza ścieżka: AD (3-1 = 2), DF (6-0 = 6), FG (9-0 = 9). Minimalna pojemność residualna: 2. | {\displaystyle A,D,F,G}       |
| Najkrótsza ścieżka: AD (3-1 = 2), DF (6-0 = 6), FG (9-0 = 9). Minimalna pojemność residualna: 2. |                               |
| Najkrótsza ścieżka: AB (3-0 = 3), BC (4-0 = 4), CD (1-0 = 1), DF (6-2 = 4), FG (7-2 = 5). Minimalna pojemność residualna: 1. | {\displaystyle A,B,C,D,F,G}   |
| Najkrótsza ścieżka: AB (3-0 = 3), BC (4-0 = 4), CD (1-0 = 1), DF (6-2 = 4), FG (7-2 = 5). Minimalna pojemność residualna: 1. |                               |
| Najkrótsza ścieżka: AB (3-1 = 2), BC (4-1 = 3), CE (2-0 = 2), ED (0-(-1) = 1), DF (6-3 = 3), FG (9-3 = 6). Minimalna pojemność residualna: 1. Krawędź ED nie występuje w oryginalnym grafie (jej pojemność to 0), jest jednak obecna w sieci residualnej – przepływ na niej wynosi -1, gdyż przepływ na DE wynosi 1. Stąd pojemność residualna ED jest równa 1 i możemy tej krawędzi użyć w ścieżce powiększającej. | {\displaystyle A,B,C,E,D,F,G} |
| Najkrótsza ścieżka: AB (3-1 = 2), BC (4-1 = 3), CE (2-0 = 2), ED (0-(-1) = 1), DF (6-3 = 3), FG (9-3 = 6). Minimalna pojemność residualna: 1. Krawędź ED nie występuje w oryginalnym grafie (jej pojemność to 0), jest jednak obecna w sieci residualnej – przepływ na niej wynosi -1, gdyż przepływ na DE wynosi 1. Stąd pojemność residualna ED jest równa 1 i możemy tej krawędzi użyć w ścieżce powiększającej. |                               |

W powstałej sieci nie ma już ścieżek powiększających, zatem znaleziony przepływ o wielkości 5 jest maksymalny.
Przykład dobrze ilustruje podstawową własność algorytmu Edmondsa-Karpa: długości ścieżek powiększających w kolejnych krokach nie mogą maleć.